# 坂本導聡
坂本導聡（さかもと みちさと 1941年7月22日 - 2020年11月2日）は、東京出身の大蔵官僚。元経済企画庁総合計画局長。

## 来歴・人物
品川区生まれ。都立日比谷、東京大学法学部第2類（公法コース）卒後の1964年 大蔵省入省。同期には田波耕治（事務次官、内閣官房内閣内政審議室長）、涌井洋治（JT会長、主計局長、大臣官房長）、加藤隆俊（IMF副専務理事、財務官）、野口悠紀雄（経済学者）、杉崎重光（IMF副専務理事）など。
1971年から1973年まで横浜市（当時飛鳥田一雄市長）出向（大蔵省から初めて）。1979年 銀行局総務課企画官時代、米里恕銀行局長（1951年入省）、土田正顕調査課長（1959年入省）の下で、銀行業界の強い反対の下、新銀行法改正成立に尽力し、大臣官房企画官を経て1981年7月、国家公務員給与査定ポストの人事院給与課給与第二課長に。
1988年 理財局総務課長、横浜税関長、国税庁間税部長、課税部長を経て、1992年10月に経済企画庁出向。物価局長、国民生活局長、1996年6月から総合計画局長。退官後は、農用地整備公団副理事長、1999年6月 農林中金専務理事。2004年1月 株式会社オーエムシーカード特別顧問。2008年2月 キユーピー株式会社監査役。同年12月 城西大学常勤顧問。
2020年11月2日死去。叙正四位。
横浜市では、他自治体のように財政課長ではなく、係長扱いの出向だったが、飛鳥田市長に高く評価され、市長査定などにも出席でき、意見陳述の機会が与えられた。また、坂本の結婚披露宴において飛鳥田市長から「折を見て、夫婦で親元を訪ねること。親はそれが一番うれしいんです」とのスピーチがあり、理財局国債課長時代に「人間飛鳥田に触れる思いがした」と証言している。

## 略歴
- 1964年4月：大蔵省入省　管財局総務課
- 1965年8月：経済企画庁国民生活局国民生活課
- 1967年5月：主税局総務課経済調査係長心得[4]
- 1969年7月：武雄税務署長
- 1970年7月　本郷税務署長
- 1971年7月　横浜市財政局主査
- 1973年4月　横浜市企画調整局副主幹
- 1973年7月　理財局資金第一課課長補佐（運用二）[5]
- 1975年7月　主計局主計官補佐（厚生第四，五係主査)
- 1976年7月　主計局主計官補佐（厚生第三係主査）
- 1978年7月　銀行局銀行課課長補佐[6]
- 1979年7月　大臣官房企画官兼銀行局総務課[6]
- 1981年7月　人事院事務総局給与局給与第二課長
- 1983年6月　主計局共済課長
- 1986年6月　理財局国債課長
- 1988年6月　理財局総務課長
- 1989年6月　横浜税関長
- 1990年6月　国税庁間税部長
- 1991年6月　国税庁課税部長
- 1992年　経済企画庁物価局長
- 1994年1月　経済企画庁国民生活局長
- 1996年6月　経済企画庁総合計画局長
- 辞職